# Джерола-Альта
Джеро́ла-А́льта (итал. Gerola Alta) — коммуна в Италии, в провинции Сондрио области Ломбардия.
Население составляет 249 человек (2008 г.), плотность населения составляет 7 чел./км². Занимает площадь 38 км². Почтовый индекс — 23010. Телефонный код — 0342.
Покровителем коммуны почитается святой апостол Варфоломей, празднование 24 августа.

## Демография
Динамика населения:

## Администрация коммуны
- Официальный сайт: http://www.comune.gerolaalta.so.it/